# Evaristo Lucidi
Evaristo Lucidi (4. října 1866, Montefranco – 31. března 1929) byl italský římskokatolický duchovní a kardinál.

## Život
Narodil se 4. října 1866 v Montefranco.
Studoval na Papežském římském semináři, Papežském římském athenaeu svatého Apolináře a Univerzitě La Sapienza. Pos rudou byl vysvěcen na kněze. Po vyléčení působil v pastorační službě v římské diecézi. Dvacet let působil jako ředitel Institutu S. Girolamo degli Schiavoni.
Dne 4. července 1900 mu papež Lev XIII. udělil titul Tajného papežského kaplana a 29. prosince 1903 byl jím znovu ustanoven.
Dne 19. září 1902 se stal konzultorem adjunktem Provinčního koncilu (rady) a 15. dubna 1904 sekretářem Komise pro revizi provinčního koncilu. Roku 1905 byl jmenován asesorem Posvátné kongregace koncilu a 20. března 1905 nu byl udělen titul papežského preláta.
Dne 20. října 1908 se stal pro-sekretářem finanční sekce Posvátné Kongregace pro šíření víry.
Dne 8. prosince 1916 jej papež Benedikt XV. jmenoval sekretářem Nejvyššího tribunálu apoštolské signatury a papežským auditorem. Dne 13. prosince 1917 mu byl udělen titul apoštolského protonotáře.
Dne 20. prosince 1923 jej papež Pius XI. na konzistoři jmenoval kardinálem. Jako titulární kostel mu byl přidělen Sant'Adriano al Foro Romano. Kardinálský biret a titul mu byl předán 23. prosince.
Dne 23. prosince 1923 rezignoval post sekretáře.
Zemřel týden po těžké chřipce a onemocnění srdce 31. března 1929 v Římě. Pohřben byl v kapli Posvátné kongregace pro šíření víry na hřbitově Campo Verano. Dne 21. června 1929 byly ostatky přeneseny do klášterního kostela svatého Bernardina ze Sieny v Montefranco, který pomáhal obnovit.